# 旧台湾ドル
旧台湾ドル (きゅうたいわんドル、中国語: 舊臺幣、英語: Old Taiwan dollar)、あるいは旧台幣（きゅうたいへい）、オールド台湾ドル（オールドたいわんドル）は、中華民国行政院が1946年に台湾銀行に許可を与えて発行を委託した、台湾省で発行された紙幣のことで、正式名称を「台幣兌換券」という。日本統治時代に「台湾銀行券」が存在したために「新台幣」と呼ばれたが、この後1949年6月15日に「新台幣（新台湾ドル）」が発行されたために、旧台湾ドルと呼ばれた。正式な許諾の前に、台湾銀行は1946年5月22日に旧台湾ドル紙幣を発行したが、最初は1元、5元、10元の紙幣だけが発行され、9月1日には50元と100元紙幣が発行されたが、物価の変動により500元、1000元、さらには1万元紙幣までが発行された。発行されてはいないが100万元紙幣すら印刷はされた。その後は貨幣制度改革が行われ、（旧台湾ドルに対し）4万対1の比で新台湾ドルが発行された。

## 歴史
1946年5月20日に台湾銀行が改組され「株式会社台湾銀行」となった後、5月22日に旧台湾ドル紙幣の発行が開始された。当時の関連規定によれば、正式名称は「台幣兌換券」であった。旧台湾ドルが発行される前、1945年8月15日の日本の降伏後に中華民国政府は台湾銀行券の流通を中止すると発表し、併せて中国大陸で流通している法幣は台湾において流通できないとも規定して、中央銀行が台湾に分行を開設し過渡期の貨幣として「中央銀行台湾流通券」を発行することを計画した。「中央銀行台湾流通券」は印刷されて台湾に発送する準備までされたが、1945年10月25日に台湾省行政長官公署が成立すると、台湾銀行券の流通は暫定的に継続することが提案され、中央政府の指令を経て「中央銀行台湾流通券」発行計画は頓挫し、台湾銀行券が継続して流通することになった。
しかし中華民国政府が台湾を正式に接収した10月には、台湾銀行券の発行総額は28億7,900万元に拡大し、わずか2か月で15億元以上増加した。この増加分は日本降伏時の銀行券発行総額の1.07倍にあたり、台湾総督府の主計課長だった塩見俊二は自身の日記で、終戦後の8月30日に「インフレのため、台湾銀行券が不足となり、大蔵省、日本銀行で大量の紙幣を満載した飛行機が飛」び、これに乗ったと書いている(つまりこの15億は日本から来たというわけである)。
旧台湾ドルは当初、1元、5元、10元のわずか3種類の金種しか発行されず、紙幣は1:1の比率で台湾銀行券と交換されたが、1946年9月1日に額面が50元と100元の紙幣が発行されると、台湾銀行券の置き換えはスムーズに進んだ。
台湾銀行は1946年5月22日に旧台湾ドルの発行を事実上開始してはいたが、行政院が台湾銀行に正式に権利を許諾したのは同年6月15日であった。またこの時点では、旧台湾ドルは中央印刷局の上海工場に印刷を委託した後、発行のために再び台湾に運ばれてきた。その図案は台湾省行政長官公署が決定し、表面は台湾と国父の孫文、そして台湾銀行、裏面中央には鄭成功とオランダ軍の海戦図が描かれている。
だが1948年に上海で金融危機が勃発したため、国民政府は貨幣を大量に輸出して、台湾の人々のために砂糖、米などの資源を得た。その結果、ハイパーインフレを引き起こし、これに伴って旧台湾ドルの価値も下落、台湾の物価水準は急激に上昇し、経済危機が発生した。1948年前半には500元と1000元紙幣が発行され、その年末には1万元の紙幣も発行されたが、中央印刷局は法幣や金円券など大陸で流通する貨幣も印刷していたため、旧台湾ドルの印刷に影響をおよぼし、結局、台湾銀行は1948年に自行で紙幣を印刷し始めた。
しかし1949年の旧台湾ドルの大幅下落により、経済秩序を回復するために通貨改革が行われ、1949年6月15日に台湾省政府は「台湾省通貨改革計画」および「新台湾ドル発行法」を発表した。その要点は
1. 中央銀行の指示によって、台湾銀行は総額2億元の新台湾ドル(4000万USドル相当)を発行する
2. 新台湾ドルは米ドルを計算単位とする
3. 新台湾ドルから米ドルへの為替レートは新台湾ドル5ドルに対して1米ドルとする
4. 新台湾ドル対旧台湾ドルの交換比率は旧台湾ドル4万元に対して新台湾ドル1元とする

そして旧台湾ドルは1950年1月14日に正式に流通を停止し、淘汰されることになった。

## 旧台湾ドルと法幣の為替レート
1948年1月15日以降、中国大陸経済の急激な変動によって旧台湾ドルと法幣の間の為替レートも影響を受けた。同年5月17日、民国政府の通貨制度改革前夜、法幣もまた大きな衝撃を受けた。 
| 日付           | 旧台湾ドル:法幣 |
| -------------- | --------------- |
| 1945年10月25日 | 1:30            |
| 1946年8月21日  | 1:40            |
| 1946年9月23日  | 1:35            |
| 1947年4月24日  | 1:40            |
| 1947年7月3日   | 1:65            |
| 1947年12月24日 | 1:90            |
| 1948年1月31日  | 1:102           |
| 1948年2月23日  | 1:118           |
| 1948年3月25日  | 1:205           |
| 1948年4月27日  | 1:248           |
| 1948年5月17日  | 1:344           |
| 1948年6月18日  | 1:477           |
| 1948年6月28日  | 1:685           |
| 1948年7月13日  | 1:952           |
| 1948年7月31日  | 1:1345          |
| 1948年8月7日   | 1:1412          |
| 1948年8月14日  | 1:1572          |
| 1948年8月18日  | 1:1635          |

## 旧台湾ドルと金円券の為替レート
1948年8月23日、行政院は旧台湾ドル1835元に対し金円券1元で交換すると定めた。しかし中国大陸各地での激しい経済変動のため、軍需食料の供給は膨大であり、物価は高騰し、金円券の価値はどんどん下がって旧台湾ドルは上がり続けた。悪性インフレのもと、旧台湾ドルは完全に崩壊したのである。 
| 日付           | 旧台湾ドル:金円券 |
| -------------- | ----------------- |
| 1948年8月23日  | 1,835:1           |
| 1948年11月1日  | 1,000:1           |
| 1948年11月11日 | 600:1             |
| 1948年11月26日 | 370:1             |
| 1948年12月25日 | 305:1             |
| 1948年12月30日 | 222:1             |
| 1949年1月6日   | 190:1             |
| 1949年1月15日  | 110:1             |
| 1949年1月31日  | 80:1              |
| 1949年2月5日   | 40:1              |
| 1949年2月16日  | 20:1              |
| 1949年2月25日  | 14:1              |
| 1949年3月1日   | 13:1              |
| 1949年3月19日  | 5:1               |
| 1949年3月31日  | 3:1               |
| 1949年4月7日   | 22:10             |
| 1949年4月11日  | 1:1               |
| 1949年4月18日  | 5:10              |
| 1949年4月26日  | 1:10              |
| 1949年5月2日   | 3:100             |
| 1949年5月3日   | 1:100             |
| 1949年5月20日  | 1:250             |
| 1949年5月21日  | 1:300             |
| 1949年5月23日  | 1:400             |
| 1949年5月26日  | 1:1,000           |
| 1949年5月27日  | 1:2,000           |

## 概要

### 第1次・凸版印刷紙幣
中央印刷局上海工場（現在の中国紙幣印刷造幣会社上海印刷銀行）で印刷された。 
| 図案 | 額面 | 色 | 発行日        |
| ---- | ---- | -- | ------------- |
|      | 1    | 青 | 1946年5月22日 |
|      | 5    | 赤 | 1946年5月22日 |
|      | 10   | 緑 | 1946年5月22日 |

### 第2次・表面凹版、裏面凸版印刷紙幣（低額面）
中央印刷局上海工場で印刷され、国父である孫文の像が鞠文俊によって彫られた。 
| 図案 | 額面 | 色   | 発行日       |
| ---- | ---- | ---- | ------------ |
|      | 50   | 茶色 | 1946年9月1日 |
|      | 100  | 緑   | 1946年9月1日 |

### 第3次・表面凹版、裏面凸版印刷紙幣（高額面）
これも中央印刷局上海工場で印刷され、やはり鞠文俊によって彫られた孫文像が描かれている。
| 図案 | 額面  | 色   | 発行日        |
| ---- | ----- | ---- | ------------- |
|      | 500   | 赤   | 1948年5月17日 |
|      | 1,000 | 濃緑 | 1948年5月17日 |

### 第4次・表面凹版、裏面凸版リソグラフィ印刷紙幣
台湾銀行第1印刷所で印刷、国父・孫文像は鮑良玉によって描かれた。
| 図案 | 額面   | 色   | 発行日         |
| ---- | ------ | ---- | -------------- |
|      | 100    | 濃緑 | 1948年2月1日   |
|      | 1,000  | 紺   | 1948年8月17日  |
|      | 10,000 | 濃緑 | 1948年12月11日 |

### 第5次・高額面の定額為替
台湾銀行第1印刷所で印刷。 
| 図案   |              |              |                |               |
| 額面   | 5,000        | 10,000       | 100,000        | 1,000,000     |
| 色     | オレンジ     | 青           | 赤             | 紫            |
| 発行日 | 1948年5月3日 | 1948年6月1日 | 1948年10月14日 | 1949年5月17日 |

### 第6次・高額面紙幣
| 図案 | 額面    | 色、製版           | 印刷工場             | 発行日          |
| ---- | ------- | ------------------ | -------------------- | --------------- |
|      | 10,000  | 赤、リソグラフィー | 中央印刷工場台北工場 | 1949年5月17日月 |
|      | 100,000 | 表面は赤、裏面は緑 | 台湾銀行第1印刷所    | 未発行          |